# Saint-Ursanne
Saint-Ursanne (ancien nom allemand : Sankt-Ursitz) est une localité du Clos-du-Doubs et une ancienne commune suisse du canton du Jura, située dans le district de Porrentruy.

## Géographie

Photo aérienne (1955)

Cité des bords du Doubs, capitale du Clos-du-Doubs, perle du Jura, autant d'appellations pour désigner la ville de Saint-Ursanne.
Située à une altitude de 440 m, Saint-Ursanne est distante de Porrentruy de quelque 15 km et de Delémont de 19 km. La ville fait partie de la commune du Clos-du-Doubs et appartient au district de Porrentruy.

## Histoire
Saint-Ursanne, après Delémont et Porrentruy, est la troisième ville historique du canton du Jura. Elle séduit par sa physionomie médiévale et pittoresque, grâce à ses trois magnifiques portes (Saint-Paul à l'ouest, Saint-Pierre à l'est et Saint-Jean au sud) ainsi que son pont sur le Doubs dédié à saint Jean Népomucène.
Le centre historique n'a que très peu été modifié au cours de ces derniers siècles et est en majeure partie caractérisé par ses maisons bourgeoises datant du XIVe au XVIe siècle. L'abbaye, fondée à l'origine par des moines bénédictins, avec sa basilique romane datant du XIIe siècle ainsi que son cloître, constitue le point fort de la ville. Le portail sud de la collégiale (aux alentours de l'an 1200) de style roman bourguignon figure parmi les œuvres les plus remarquables de ce genre dans toute la Suisse.

Vue du viaduc de Saint-Ursanne, 1914-1918.

La petite rivière du Doubs a creusé profondément sa route dans le massif du Jura selon un axe nord-est pour bifurquer ensuite près de Saint-Ursanne. Là, le Doubs passe sous un pont à quatre arches datant de l'année 1728 accueillant une statue en grès de Jean Népomucène, le saint patron des ponts.
La petite bourgade de Saint-Ursanne doit son nom, d'après une légende, à Ursan, ermite d’origine irlandaise mort au VIIe siècle. Son ermitage, situé dans une grotte, est accessible en gravissant les 180 marches d'un escalier escarpé.
La ville est sortie enfin de son isolement en 1877 grâce à l'ouverture d'une ligne ferroviaire entre la France et la Suisse, permise par la construction de nombreux tunnels et d'un viaduc entre Delémont et Porrentruy. La construction de l'autoroute A16 « Transjurane » a mis fin au relatif isolement routier de Saint-Ursanne.
La ville a fusionné le 1er janvier 2009 avec les villages avoisinants d'Épauvillers, Épiquerez, Montenol, Montmelon, Ocourt, et Seleute pour former la commune du Clos du Doubs.

## Culture et patrimoine

### Héraldique
| Blason | Blasonnement : D'argent à l'ours levé de sable lampassé de gueules tenant une crosse épiscopale d'or. |

### Monuments et curiosités
Le village fait partie depuis 2017 de l'association Les plus beaux villages de Suisse. Il obtient en 2023 le label Meilleurs villages touristiques de l'Organisation mondiale du tourisme.
- La collégiale : une église romane remarquable, notamment son portail sud de la deuxième moitié du XIIe siècle : du temps de l'apogée de la famille Asuel (nom provenant d'un petit village voisin de Saint-Ursanne dans lequel cette famille avait son château), branche cadette des sires de Montfaucon, avec deux de ses membres évêques, l'un, prénommé Hugues, évêque de Bâle (1179-80), l'autre Henri, évêque de Strasbourg (1180-90), en allemand Heinrich von Hasenburg. Hugues d'Asuel était aussi prévôt de l'église de Saint-Ursanne.
- Le cloître
- L'ermitage et la chapelle
- Le château du XIIe siècle est aujourd’hui en ruines. Ne demeurent que les restes d’une porte et d’une tour et quelques pans de murs. Il a subi bien des aléas après la disparition de la famille des seigneurs de Saint-Ursanne, passant du prince-évêque de Bâle à divers propriétaires. Il est occupé par des troupes  françaises et écossaises pendant la guerre de Trente Ans. La population massacre la garnison en 1634 et provoque des dégâts[4].
- La vieille ville
- Le pont St-Jean

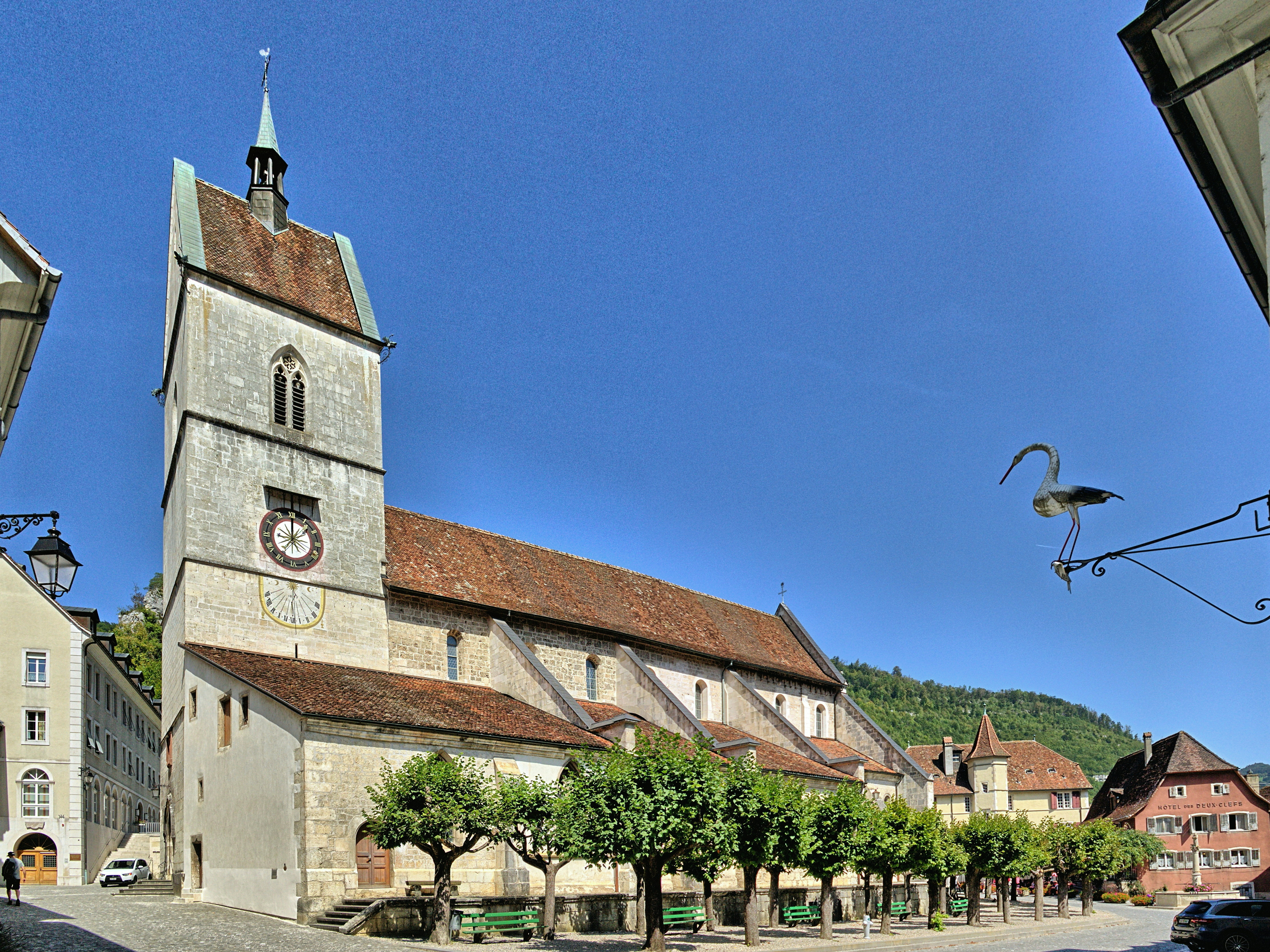
La collégiale.
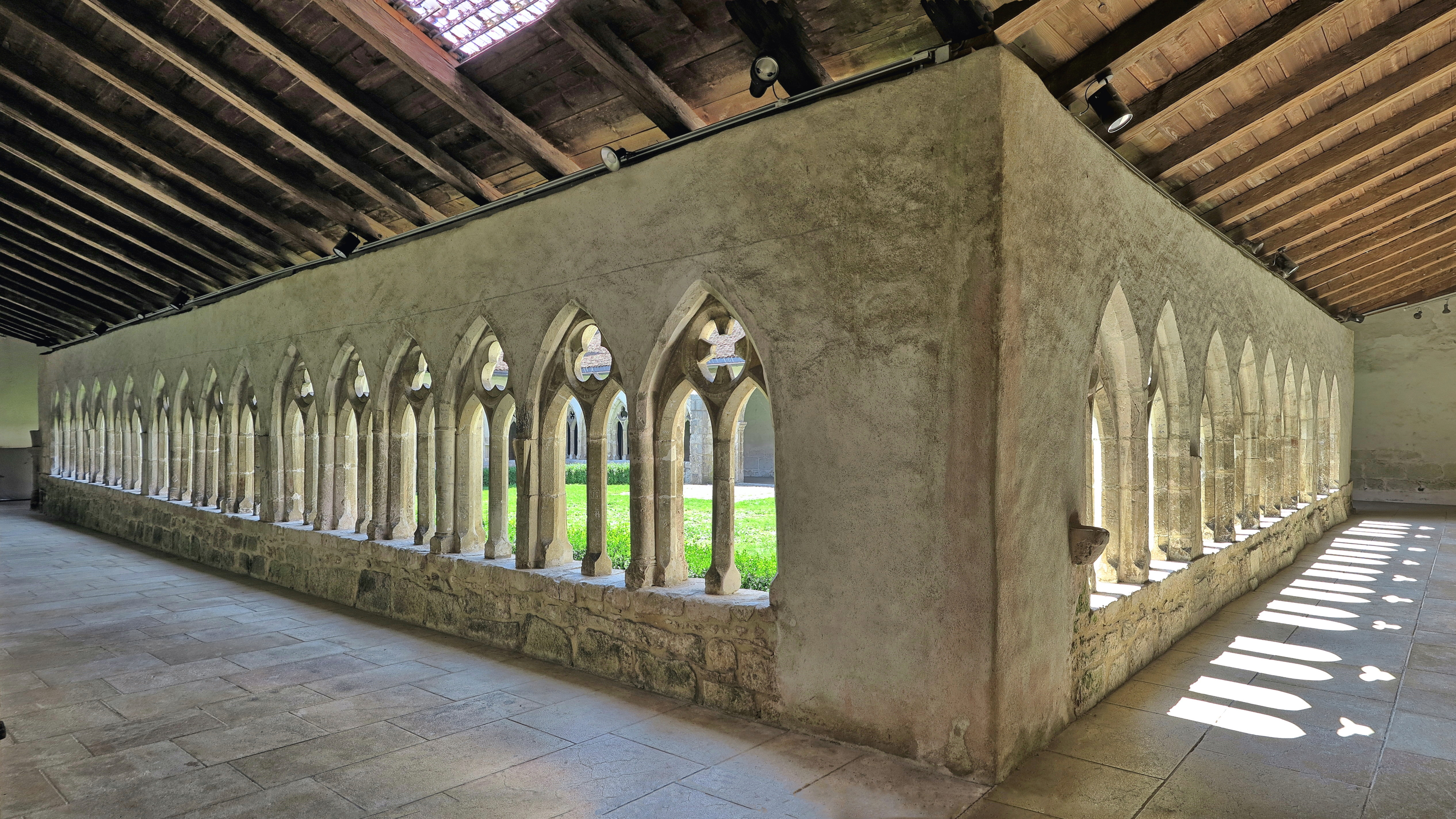
Le cloître de l'abbaye.
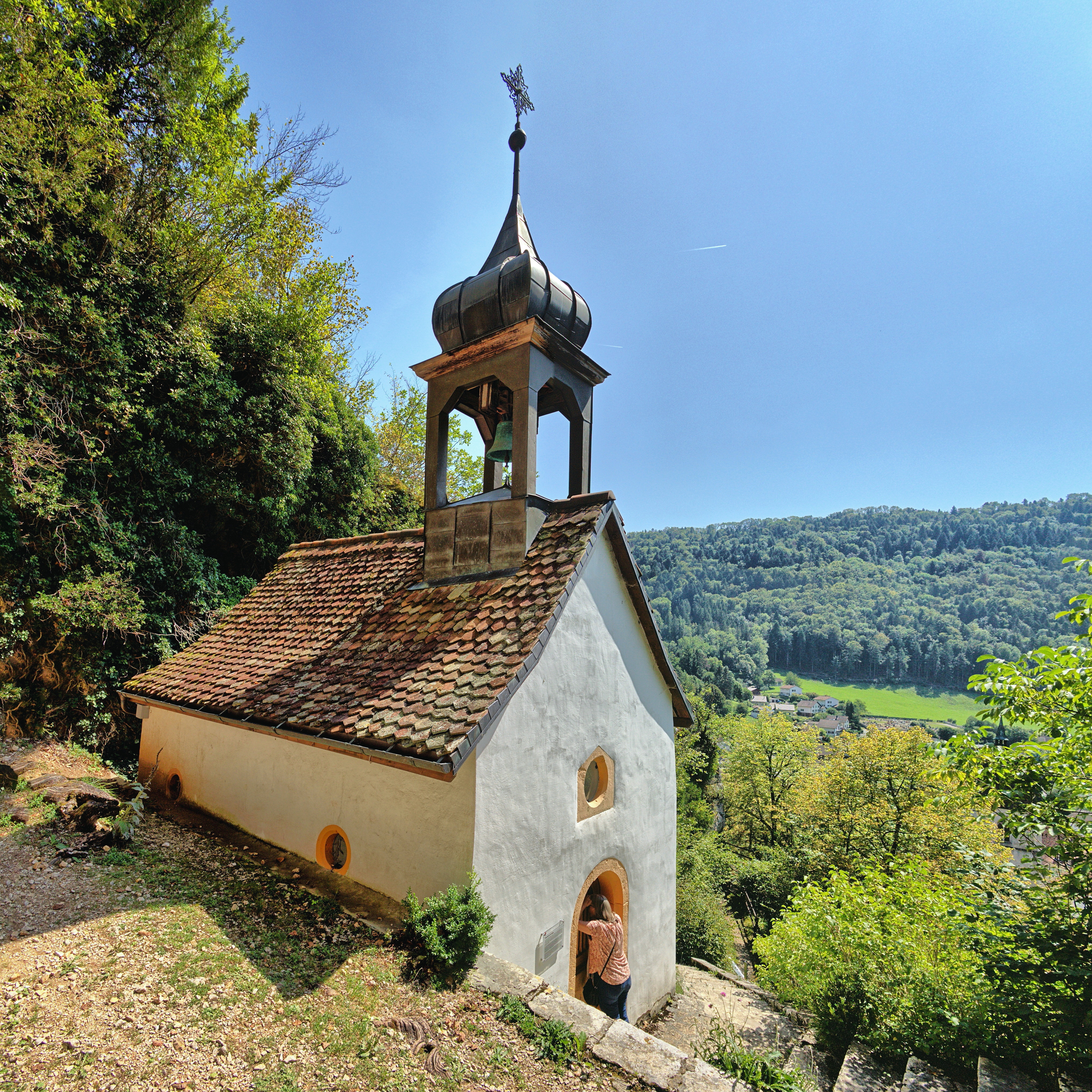
La chapelle.

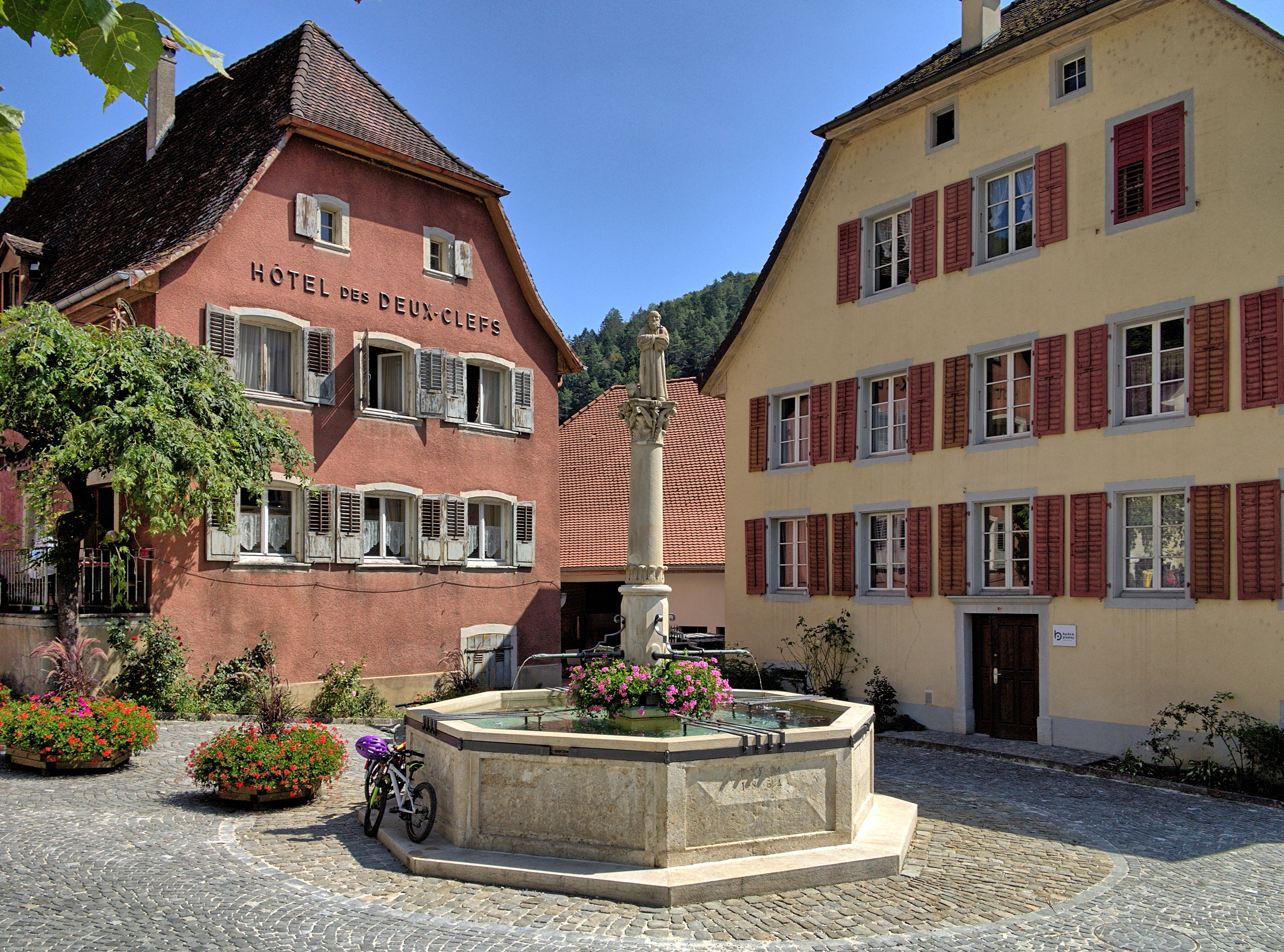
La fontaine du Mai.
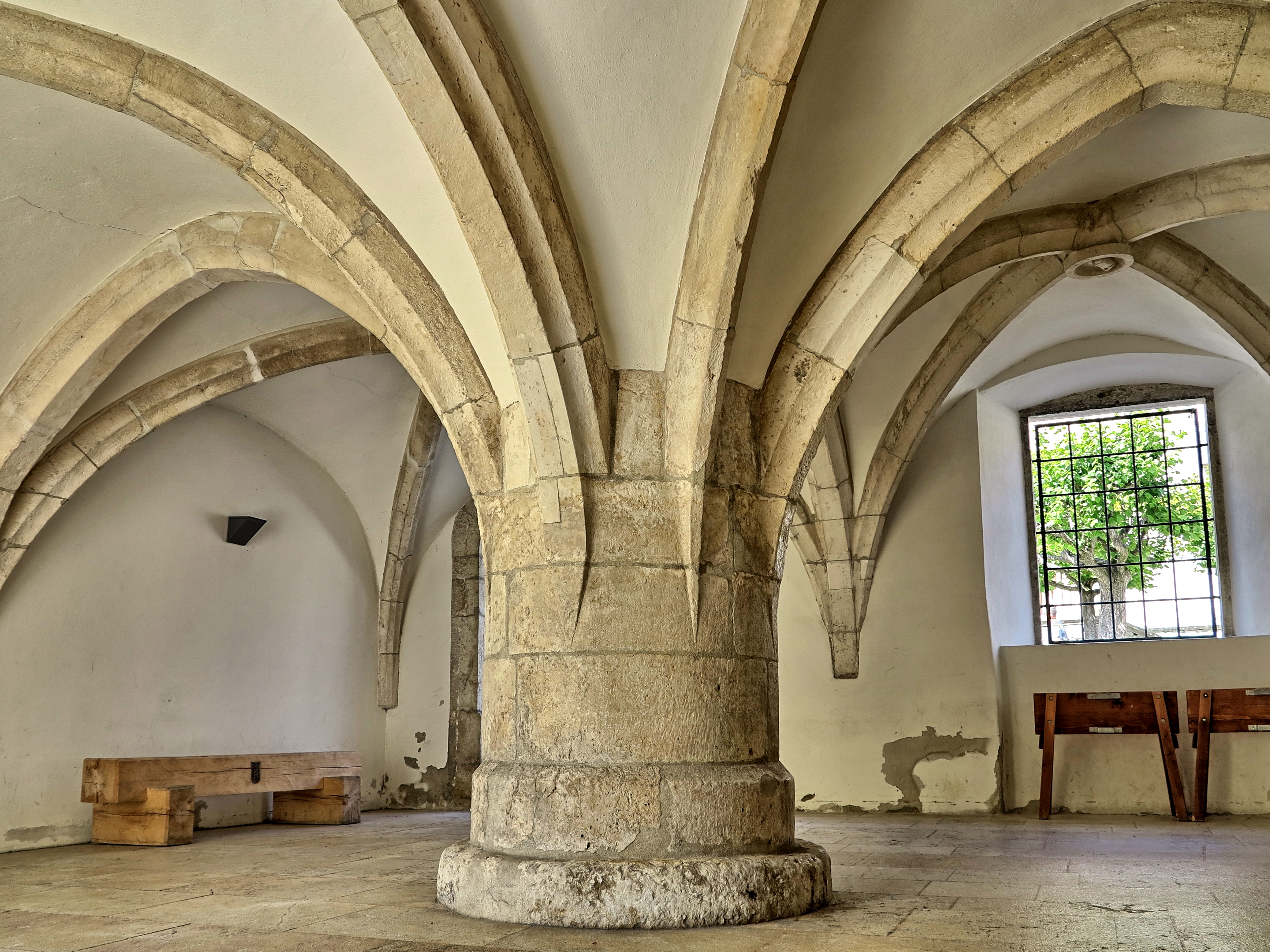
La halle couverte de l'hôtel de ville.
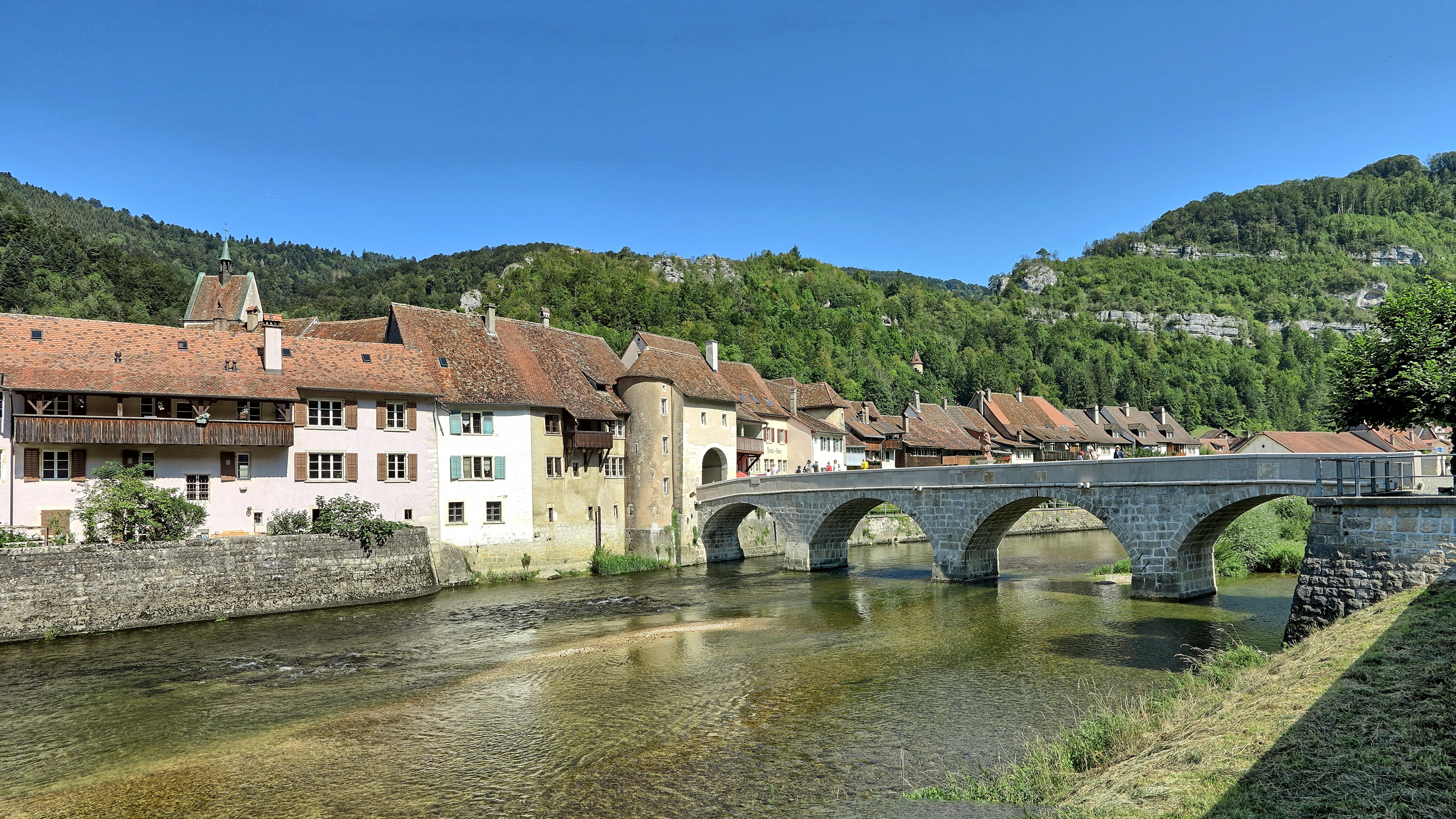
Le pont Saint-Jean sur le Doubs.

### Folklore et manifestations
La région du Clos du Doubs, dont le panorama s'étend de Belfort, en passant par les Vosges jusqu'aux Franches-Montagnes, offre plusieurs types d'activités passionnantes. On y trouve des chemins de randonnée, des parcours de VTT mais le Doubs attire également de nombreux pêcheurs car autant que la rivière en recèle, on y trouve les meilleures truites. Les amateurs ou professionnels de canoë-kayak se plairont tout autant dans ces paysages verdoyants.
En plus de ces attractions majeures, les manifestations suivantes sont régulièrement organisées :
- Les Médiévales, fête médiévale
- Les Estivades, animations de rue, brocante, artisanat
- La Course de côte internationale Saint-Ursanne-Les Rangiers (Championnat d’Europe de la Montagne)
- Le Festival international Piano à Saint-Ursanne
- De nombreuses expositions sont organisées dans cette ville chaque année. Par le passé, y ont notamment été présentés :
  - les photos de l'Agence Magnum en 1980
  - Jean Messagier en 1983
  - Jean Tinguely en 1993
  - John Howe en 2007
  - Grzegorz Rosiński en 2011
  - Saint-Ursanne Photographie, depuis 2014
  - Kim En Joong en 2021[5]
  - de multiples expositions contemporaines (principalement des artistes suisses et jurassiens), mises sur pied par les associations ARCOS et Arts Vivants.

## Transport
La ville est située sur deux axes parallèles de communication, ferroviaire et autoroutier, entre Porrentruy et Delémont, prolongés en France jusqu'à Belfort et en Suisse jusqu'à Bienne.
- Sur la ligne ferroviaire Delémont - Porrentruy
- Autoroute A16, Sortie 7